# Оскано (Перуђа)
Оскано је насеље у Италији у округу Перуђа, региону Умбрија.
Према процени из 2011. у насељу је живело 1293 становника. Насеље се налази на надморској висини од 293 м.